# Station Bootle New Strand
Bootle New Strand is een spoorwegstation van National Rail in Bootle, Sefton in Engeland. Het station is eigendom van Network Rail en wordt beheerd door Merseyrail. 